# ツェルクヴェニャク
ツェルクヴェニャク（Cerkvenjak, ドイツ語：Sankt Anton in Windisch-Büheln）は、スロベニアの市である。